# Io sono qui
| Recensione | Giudizio |
| ---------- | -------- |
| AllMusic   |          |

Claudio Baglioni nel 1995

Io sono qui (sottotitolato Tra le ultime parole d'addio e quando va la musica) è un album di Claudio Baglioni, pubblicato il 28 settembre 1995, secondo capitolo della trilogia del tempo dell'artista, dove Oltre rappresenta il passato, Io sono qui il presente e Viaggiatore sulla coda del tempo il futuro. 
Il tema del disco ruota attorno al dualismo tra attori e spettatori, suggerendo che siamo tutti protagonisti sia della nostra vita sia di quella degli altri. L'album esplora il rapporto tra finzione e realtà, mostrando come la vita si sospenda tra questi due mondi. Il disco è strutturato come un film, con un inizio, una fine, un intermezzo, e un primo, secondo, terzo e quarto tempo. Questi "tempi" incastonati nel disco tra i vari brani anticipano le canzoni successive, descrivendole come vere e proprie scene cinematografiche.
L'album all'uscita rimase per 4 settimane consecutive al primo posto della Classifica FIMI Album, vendendo oltre 400 000 copie solamente nelle prime due settimane di uscita ottenendo così 4 dischi di platino.

## Il disco
È la fine dell'estate 1995 e sono passati, ormai, cinque anni da quello che può essere considerato il lavoro più lungo e sofferto del cantautore: Oltre. Un doppio album che molti ritengono quello della svolta artistica e della definitiva consacrazione di Baglioni come principale protagonista della scena del pop d'autore italiano. Io sono qui, infatti, è il secondo capitolo di una fortunata e complessa trilogia che parte, appunto, con Oltre e si chiude con Viaggiatore sulla coda del tempo (1999).

Baglioni nel 1996

Io sono qui scandaglia il complesso tema del rapporto tra "volto" e "maschera"; la vita perennemente sospesa tra "finzione" e "realtà", e l'uomo sempre combattuto tra il farsi "interprete" di sè stesso e l'essere, invece, ciò che realmente è. Se l'album segue più un percorso di analisi della vita, del viaggio e dell'essere umano, il brano omonimo del disco esce dal contesto totale per spostarsi più su un senso di brano-manifesto dove Baglioni si auto analizza comprendendo gli errori del passato e affermando il suo ritorno dopo quel lungo periodo di attesa che seguì Oltre e la sua fortunata tournée, intuibile da quel "dove sono stato in tutti questi anni? io me ne ero andato a lavarmi i panni dagli inganni del successo per riscoprimi uomo" insomma Baglioni scende dal quel cielo mago e da quel senso di oltre-uomo che aveva proclamato nel precedente lavoro per dire "io sono vivo e sono qui" con quella consapevolezza di dire "sto qua giù a chiedere perdono se non sono l'uomo giusto ma sono un giusto uomo", Baglioni è sicuramente più sicuro di sé, sa cosa pretende e sa che nonostante il successo lui è ancora un uomo. Il concetto del brano è intuibile anche dalla copertina dove Baglioni viene fotografato dall'alto capovolgendo il classico sistema dell'artista-divo che viene visto invece dal basso come se non fosse un essere umano.

Baglioni nel 1995 con la sua BMW

Il disco prende vita, nel ritiro su una villa sul Mar Tirreno in Ansedonia dove, grazie anche alle visite di molti musicisti italiani e stranieri, si effettuerà gran parte del complesso lavoro di pre-produzione, sotto la supervisione di Pasquale Minieri. Un lavoro che procederà per approssimazioni successive, in una sorta di progressione per cerchi concentrici, attraverso i quali mettere a fuoco senso e forma del progetto.
L'album presenta dodici brani incastonati in un telaio di sei micro-canzoni; tra cui Primo Tempo, Secondo Tempo, Terzo Tempo e Quarto Tempo che anticipano le successive canzoni descrivendole come scene cinematografiche con tanto di puntualizzazione del piano sequenza che Baglioni immagina possano avere queste scene e con la descrizione dei movimenti e dei pensieri del protagonista che poi non fanno altro che riassumere i brani che verranno, questi tempi hanno la stessa musicalità e vengono eseguite dal solo Baglioni con voce e piano. A parte questi quattro tempi troviamo poi l'apertura, l'intermezzo e la chiusura del disco dove si esce fuori dal contesto della scena cinematografica che il filo del disco cerca di seguire; in Inizio - che apre l'intero disco - infatti si sente Baglioni che una volta aperta una lattina di Cola inizia a improvvisare una musichetta con il piano ridendo per poi concludere con un "si" che apre immediatamente il brano Io sono qui - presumibilmente anch'esso fuori dal contesto del "film" ma percepibile più un messaggio di ritorno del cantautore. Intervallo invece spacca l'album in due come fosse l'intervallo del film, il brano è esclusivamente strumentale. A chiudere il contesto filmico è Titoli di coda dove a parlare è il protagonista che parla della sua vita quasi consapevole di essere in un copione di un film, per poi far finire il disco con Fine. Tra le ultime parole d'addio e quando va la musica dove Baglioni fa un resoconto dell'album, festeggiando prima con uno spumante di cui se ne sente lo stappo e una risata seguiti poi da una sorta di ringraziamenti in musica a chi ha lavorato al disco, Baglioni parla poi del fatto che questa nostra vita è una commedia esattamente come è stato il disco.

## Promozione
Nel settembre 1995 per promuovere il disco viene mandato in prima serata su Canale 5 in esclusiva il video clip del brano Io sono qui registrato tra Roma e la Piana di Castelluccio. 
Il 28 settembre 1995 esce l'album ed il giorno stesso Baglioni effettua un concerto a sorpresa proprio nella Piana di Castelluccio. Baglioni e il suo gruppo partono la sera prima e si posizionarono con l’enorme camion giallo sulla Piana iniziando le prove, il mattino si presentarono migliaia di fan che tra annunci di giornali e televisivi erano a conoscenza del concerto da settimane. Quest’idea continua con altre cinque tappe, tra cui Assisi durante la marcia della pace, Siena ed il concerto finale del 30 settembre sul lungomare di Ostia.

## Tracce
Testi e musiche di Claudio Baglioni.
1. Inizio – 0:52
2. Io sono qui – 5:13
3. Primo tempo – 1:17
4. Le vie dei colori – 6:11
5. Reginella – 5:49
6. Secondo tempo – 1:20
7. Nudo di donna – 4:58
8. V.O.T. – 4:55
9. Acqua nell'acqua – 5:14
10. Intervallo – 0:41
11. Terzo tempo – 1:18
12. Bolero – 5:52
13. Fammi andar via – 6:58
14. Quarto tempo – 1:19
15. Male di me – 5:19
16. L'ultimo omino – 5:34
17. Titoli di coda – 6:00
18. Fine (tra le ultime parole d'addio e quando va la musica) – 4:20

## Formazione
- Claudio Baglioni – voce, pianoforte e chitarra
- Walter Savelli - pianoforte
- Paolo Gianolio – chitarra
- Vinnie Colaiuta, Gavin Harrison – batteria
- Danilo Rea – pianoforte e fisarmonica
- Pino Palladino, Paolo Costa – basso
- Sergio Conforti – tastiera in Male di me
- Elio Rivagli – percussioni
- Tommaso Vittorini – sintetizzatore virtuale
- Baraonna in Le vie dei colori
- Kammerton in V.O.T.

## Classifiche
| Classifica (1995) | Posizione massima |
| ----------------- | ----------------- |
| Europa            | 24                |
| Italia            | 1                 |

### Classifiche di fine anno
| Classifica (1995) | Posizione |
| ----------------- | --------- |
| Italia            | 7         |